# Dressage individuel aux Jeux olympiques d'été de 2012
Navigation
Pékin/Hong Kong 2008 Rio de Janeiro 2016
L'épreuve du dressage individuel des Jeux olympiques d'été 2012 de Londres se déroulera au Greenwich Park, du 2 au 9 août 2012.

## Format de la compétition
Le couple évolue sur un terrain rectangulaire de 60 m sur 20 m et exécute une série de figures appartenant à un programme appelé reprise.

Le jury, composé de deux à cinq juges, évalue l'aisance et la fluidité dans les mouvements du couple. Chaque figure est notée de zéro (figure non exécutée) à dix (exécution excellente). Le jury attribue aussi des notes d'ensemble permettant de juger un certain nombre de paramètres, dépendant du niveau technique de l'épreuve, tels que la précision de l'exécution, la soumission du cheval, la qualité des allures, l'impulsion, la position du cavalier, etc. Une note artistique est attribuée lors de la reprise libre en musique ; elle tient compte en particulier de l’harmonie de la reprise, de la chorégraphie et de la musique.
Tous les cavaliers participent à la première phase, le Grand Prix. Les sept meilleures équipes et les 11 meilleurs individuels (qui ne sont pas déjà qualifiés en tant que membres d'une des sept meilleures équipes), se qualifient pour la phase suivante, le Grand Prix Spécial.
Après le Grand Prix Spécial, les 18 meilleurs individuels courent la finale individuelle Grand Prix Freestyle en musique. Les coureurs sont sélectionnés sur la base de leur performance dans le Grand Prix Spécial uniquement.
La note obtenue lors du Grand Prix Libre détermine les médailles dans l'épreuve individuelle.

## Programme
Tous les temps correspondent à l'UTC+1
| Date                 | Horaire | Manche              |
| -------------------- | ------- | ------------------- |
| Jeudi 2 août 2012    | 11 h 00 | Grand Prix (Jour 1) |
| Vendredi 3 août 2012 | 11 h 00 | Grand Prix (Jour 2) |
| Mardi 7 août 2012    | 10 h 00 | Grand Prix Spécial  |
| Jeudi 9 août 2012    | 12 h 30 | Grand Prix Libre    |

## Résultats

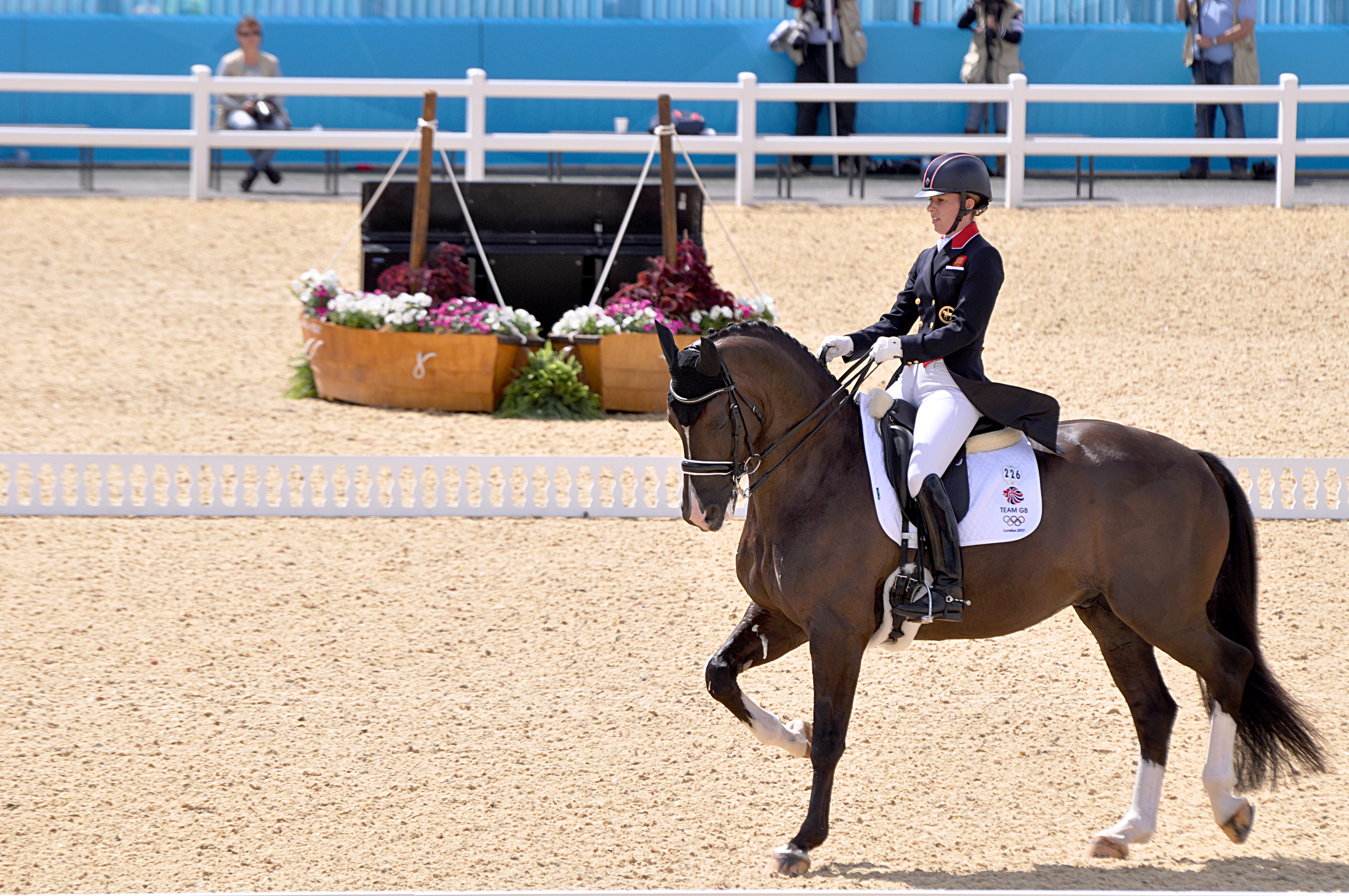
La championne olympique Charlotte Dujardin sur Valegro lors de l'une de ses reprises.

| Cavalier                                 | Nation           | Cheval             | Score GP | Rang | Score GPS | Rang | Score GP-L | Rang                                |
| ---------------------------------------- | ---------------- | ------------------ | -------- | ---- | --------- | ---- | ---------- | ----------------------------------- |
| Charlotte Dujardin                       | Grande-Bretagne  | Valegro            | 83,663   | 1 Q  | 83,286    | 1 Q  | 90,089     | Médaille d'or, Jeux olympiques      |
| Adelinde Cornelissen                     | Pays-Bas         | Parzival           | 81,687   | 2 Q  | 81,968    | 2 Q  | 88,196     | Médaille d'argent, Jeux olympiques  |
| Laura Bechtolsheimer                     | Grande-Bretagne  | Mistral Højris     | 76,839   | 7 Q  | 77,794    | 5 Q  | 84,339     | Médaille de bronze, Jeux olympiques |
| Helen Langehanenberg                     | Allemagne        | Damon Hill         | 81,140   | 3 Q  | 78,937    | 4 Q  | 84,303     | 4                                   |
| Carl Hester                              | Grande-Bretagne  | Uthopia            | 77,720   | 5 Q  | 80,571    | 3 Q  | 82,857     | 5                                   |
| Anky van Grunsven                        | Pays-Bas         | Salinero           | 73,343   | 16 Q | 74,794    | 12 Q | 82,000     | 6                                   |
| Dorothee Schneider                       | Allemagne        | Diva Royal         | 76,277   | 8 Q  | 77,571    | 6 Q  | 81,661     | 7                                   |
| Kristina Sprehe                          | Allemagne        | Desperados         | 79,119   | 4 Q  | 76,254    | =7 Q | 81,375     | 8                                   |
| Edward Gal                               | Pays-Bas         | Undercover         | 75,395   | 11 Q | 75,556    | 10 Q | 80,267     | 9                                   |
| Juan Manuel Muñoz Díaz                   | Espagne          | Fuego              | 75,608   | 10 Q | 75,476    | 11 Q | 79,321     | 10                                  |
| Tinne Vilhelmson-Silfvén                 | Suède            | Don Auriello       | 74,271   | 14 Q | 74,063    | 15 Q | 79,286     | 11                                  |
| Nathalie de Sayn-Wittgenstein-Berlebourg | Danemark         | Digby              | 74,924   | 13 Q | 75,730    | 9 Q  | 79,089     | 12                                  |
| Victoria Max-Theurer                     | Autriche         | Augustin           | 73,267   | 17 Q | 73,619    | 17 Q | 79,053     | 13                                  |
| Patrik Kittel                            | Suède            | Scandic            | 74,073   | 15 Q | 74,079    | 14 Q | 78,732     | 14                                  |
| Valentina Truppa                         | Italie           | Eremo del Castegno | 75,790   | 9 Q  | 73,127    | 18 Q | 78,214     | 15                                  |
| Gonçalo Carvalho                         | Portugal         | Rubi               | 71,520   | 22 Q | 74,222    | 13 Q | 77,607     | 16                                  |
| Steffen Peters                           | États-Unis       | Ravel              | 77,705   | 6 Q  | 76,254    | =7 Q | 77,286     | 17                                  |
| Anna Kasprzak                            | Danemark         | Donnperignon       | 75,289   | 12 Q | 73,794    | 16 Q | 76,446     | 18                                  |
| Anabel Balkenhol                         | Allemagne        | Dablino            | 70,973   | 24 Q | 73,032    | 19   |            |                                     |
| Minna Telde                              | Suède            | Santana            | 67,477   | 44 Q | 72,270    | 20   |            |                                     |
| Anne van Olst                            | Danemark         | Clearwater         | 71,322   | 23 Q | 72,016    | 21   |            |                                     |
| Emma Kanerva                             | Finlande         | Spirit             | 70,395   | 29 Q | 71,889    | 22   |            |                                     |
| Morgan Barbançon                         | Espagne          | Painted Black      | 72,751   | 19 Q | 71,556    | 23   |            |                                     |
| Ashley Nicoll                            | Canada           | Breaking Dawn      | 71,809   | 20 Q | 71,317    | 24   |            |                                     |
| Tina Konyot                              | États-Unis       | Calecto V          | 70,456   | 27 Q | 70,651    | 25   |            |                                     |
| Richard Davison                          | Grande-Bretagne  | Artemis            | 72,812   | 18 Q | 70,524    | 26   |            |                                     |
| Claudia Fassaert                         | Belgique         | Donnerfee          | 71,793   | 21 Q | 70,095    | 27   |            |                                     |
| Jan Ebeling                              | États-Unis       | Rafalca            | 70,243   | 30 Q | 69,302    | 28   |            |                                     |
| José Daniel Martín                       | Espagne          | Grandioso          | 69,043   | 39 Q | 69,286    | 29   |            |                                     |
| Mikaela Lindh                            | Finlande         | Mas Guapo          | 70,729   | 26 Q | 69,016    | 30   |            |                                     |
| Jessica Michel                           | France           | Riwera             | 70,410   | 28 Q | 68,810    | 31   |            |                                     |
| Patrick van der Meer                     | Pays-Bas         | Uzzo               | 70,912   | 25 Q | 67,444    | 32   |            |                                     |
| Siril Helljesen                          | Norvège          | Dorina             | 69,985   | 31   |           |      |            |                                     |
| Lisbeth Seierskilde                      | Danemark         | Raneur             | 69,863   | 32   |           |      |            |                                     |
| Anna Merveldt                            | Irlande          | Coryolano          | 69,772   | 33   |           |      |            |                                     |
| Renate Voglsang                          | Autriche         | Fabriano           | 69,635   | 34   |           |      |            |                                     |
| Adrienne Lyle                            | États-Unis       | Wizard             | 69,468   | 35   |           |      |            |                                     |
| Beata Stremler                           | Pologne          | Martini            | 69,422   | 36   |           |      |            |                                     |
| Lyndal Oatley                            | Australie        | Sandro Boy         | 69,377   | 37   |           |      |            |                                     |
| Katarzyna Milczarek                      | Pologne          | Ekwador            | 69,271   | 38   |           |      |            |                                     |
| Hiroshi Hoketsu                          | Japon            | Whisper            | 68,739   | 40   |           |      |            |                                     |
| Jacqueline Brooks                        | Canada           | D'Niro             | 68,526   | 41   |           |      |            |                                     |
| Kristy Oatley                            | Australie        | Clive              | 68,222   | 42   |           |      |            |                                     |
| Mary Hanna                               | Australie        | Sancette           | 67,964   | 43   |           |      |            |                                     |
| Michał Rapcewicz                         | Pologne          | Randon             | 66,915   | 45   |           |      |            |                                     |
| Svetlana Kiseliova                       | Ukraine          | Parish             | 66,763   | 46   |           |      |            |                                     |
| Luiza Tavares de Almeida                 | Brésil           | Pastor             | 65,866   | 47   |           |      |            |                                     |
| Louisa Hill                              | Nouvelle-Zélande | Antonello          | 65,258   | 48   |           |      |            |                                     |
| Yassine Rahmouni                         | Maroc            | Floresco           | 64,453   | 49   |           |      |            |                                     |
| David Marcus                             | Canada           | Capital            | Éliminé  |      |           |      |            |                                     |

## Sources
- Le site officiel du Comité international olympique
- Site officiel de Londres 2012